# اختبار دراسي
الاختبار أو الامتحان (بشكل غير رسمي، امتحان أو تقييم) هو اختبار يؤديه طلاب المدارس يهدف إلى تقييم  معرفة أو مهارة أو كفاءة أو لياقة بدنية ، يمكن أن يُدار الاختبار شفهيًا أو على الورق أو على جهاز كمبيوتر أو في منطقة محددة مسبقًا تتطلب من المُتَقَدِّم للاختبار إثبات أو تنفيذ مجموعة من المهارات.
تختلف الاختبارات في الأسلوب والصرامة والمتطلبات، ويتألف الاختبار من عدد من الأسئلة تمثل المادة التعليمية التي درسها الطالب، ويجيب الطالب عليها؛ ليثبت أنه استفاد من التعليم الذي حصل عليه، وذلك حتى لا يتخرج غير مستفيد شيئا مما حصله من علم، وهو ليس ظاهرة حديثة؛ فقد تزامن مع العملية التعليمية منذ أن نشأت، وهو أيضا شرط لكي ينتقل الطالب من مرحلة إلى أخرى.